# Гел филтрација
Гел филтрација, такође позната као хроматографија на молекуларним ситима је хроматографска метода у којој се молекули из раствора раздвајају према величини, а у неким случајевима и према молекулској маси. Најчешће се примењује за велике молекуле или макромолекулске комплексе, као што су протеини и индустријски полимери. Колона за хроматографију се пакује са финим, порозним зрнима која су најчешће сачињена од декстрана, агарозе или полиакриламидних полимера. Величине пора ових зрна се користе за процењивање димензија макромолекула.

## Примене
Главна примена гел филтрације је за фракционисање протеина и других полимера растворљивих у води. Време задржавања растворених супстанци унутар поре зрна којима је колона напуњена зависи од величине поре. Већи молекули ће имати приступ мањој запремини, односно неће улазити у поре зрна, док ће мањи молекули улазити у поре и самим тим ће њихов пролазак кроз колону дуже трајати. Ову технику не треба мешати са гел електрофорезом, где се користи електрично поље да „вуче” молекуле кроз гел, у зависности од њиховог наелектрисања.
Друга примена гел филтрације је за испитивање стабилности и карактеристика природних органских материја у води. Овом методом су Маргит Мулер, Данијел Шмит и Фриц Фримел тестирали изворе воде из различитих места света да би утврдили колика је стабилност природне органске материје кроз одређени период времена. Иако је гел филтрација често коришћена метода за испитивање органског материјала, постоје одређена ограничења. Једно од ограничења је што не постоји стандардни маркер за молекулску масу, а самим тим немају са чим да се упореде добијени резултати. Ако је потребно прецизно одређивање молекулске масе, погодније је применити неке друге методе.

## Предности
Предности ове методе укључују добро раздвајање великих молекула од малих са минималном запремином елуата и што се могу применити различити раствори без интерферирања са самим процесом филтрације, уз очување биолошке активности честица које се раздвајају. Техника се најчешће комбинује са другим техникама које даље раздвајају молекуле према неким другим карактеристикама, попут киселости, базности, наелектрисања или афинитету према одређеном једињењу. У гел филтрацији, времена раздвајања су кратка и јасно дефинисана, а добијају се уске траке са израженим пиковима, због чега метода има добру осетљивост. Такође, нема губитака узорка, јер растворене супстанце не интерагују са стационарном фазом.
Друга предност ове експерименталне методе је што, у одређеним случајевима, омогућава одређивање просечне молекулске масе неког једињења. Облик и величина једињења (елуента) одређују његове интеракције са гелом (стационарном фазом). Да би се одредила просечна молекулска маса, прикупљају се вредности елуционих запремина једињења и коресподентних молекулских маса и конструише се дијаграм зависности Kav од logM, где је {\displaystyle K_{av}=(V_{e}-V_{0})/(V_{t}-V_{0})}, а М је молекулска маса. Овај график има улогу калибрационе праве, која се користи да се процени молекулска маса жељеног једињења. Компонента Ve представља запремину при којој се елуирају средњи молекули, који имају делимичан приступ порама у зрнима гела (кроз неке поре ће пролазити, а кроз неке неће). Vt је сума укупне запремине између зрна и запремине унутар пора зрна. Компонента V0 представља запремину при којој се елуирају већи молекули, они који се елуирају одмах на почетку (не задржавају се у порама зрна). Недостаци су, на пример, то што се само ограничен број трака може сместити јер је временска скала хроматограма кратка и, генерално, мора постојати разлика у молекулској маси од 10% између испитиваних молекула да би се добила добра резолуција, односно да би се њихове траке на хроматограму јасну раздвојиле.

## Теорија и метода
Гел филтрација се првенствено користи за анализу великих молекула као што су протеини или полимери. Ова метода функционише тако што задржава мање молекуле у порама адсорбента („стационарна фаза“). Овај процес се обично изводи унутар колоне, која се састоји од шупље цеви чврсто упаковане полимерним зрнима микронске величине која садрже поре различитих величина. Ове поре могу бити удубљења на површини зрна или канали кроз зрно. Како раствор путује низ колону, неке честице улазе у поре. Веће честице не могу ући у толико пора. Што су честице веће, елуција је бржа. Већи молекули једноставно пролазе поред пора јер су превелики да би ушли у њих. Већи молекули стога пролазе кроз колону брже од мањих молекула, односно, што је молекул мањи, то је дуже време задржавања. 
Један од предуслова за извођење гел филтрације је да аналит не ступа у интеракцију са површином стационарних фаза, при чему се разлике у времену елуирања између аналита, у идеалном случају, заснивају искључиво на запремини колоне којој аналити могу да приступе, а не на хемијским или електростатичким интеракцијама са стационарним фазама. Дакле, мали молекул који може да продре у сваки регион система пора стационарне фазе може ући у укупну запремину једнаку збиру целокупне запремине пора и запремине међу зрнима. Овај мали молекул елуира касно (након што је молекул продро кроз целу запремину пора и  запремину међу зрнима—приближно 80% запремине колоне). Са друге стране, веома велики молекул који не може да продре кроз мање поре може да уђе само у запремину међу зрнима (~35% запремине колоне) и елуира раније, када ова запремина мобилне фазе прође кроз колону. Основни принцип гел филтрације је да честице различитих величина елуирају (филтрирају) кроз стационарну фазу различитим брзинама. Ово резултира раздвајањем честица на основу величине. Под условом да су све честице пропуштене кроз колону истовремено или скоро истовремено, честице исте величине треба да елуирају заједно.
Међутим, како постоје различите мере за величину макромолекула (на пример, радијус ротације и хидродинамички радијус), фундаментални проблем у теорији гел филтрације је био избор одговарајућег параметра величине молекула којим се молекули различитих врста разликују. Експериментално је пронађена одлична корелација између елуционе запремине и динамички засноване величине молекула, хидродинамичке запремине, за неколико различитих хемијских једињења. Уочена корелација заснована на хидродинамичкој запремини постала је прихваћена као основа универзалне калибрације за гел филтрацију.
Ипак, употреба хидродинамичке запремине, величине засноване на динамичким особинама, у тумачењу података добијених гел филтрацијом није у потпуности схваћена. То је зато што се гел филтрација обично спроводи у условима ниског протока где хидродинамички фактор треба да има мали утицај на сепарацију. У ствари, и теорија и компјутерске симулације, претпостављају принцип термодинамичке сепарације: процес одвајања је одређен равнотежном расподелом макромолекула растворених материја између две фазе: фазе разблаженог раствора смештене у међупростору и фаза затвореног раствора унутар пора материјала за паковање колоне. На основу ове теорије, показано је да је релевантан параметар величине за партиционисање полимера у порама средња димензија распона (средња максимална пројекција на линију). Иако ово питање није у потпуности решено, вероватно је да су средња димензија распона и хидродинамичка запремина у снажној корелацији.
Свака колона за гел филтрацију може раздвојити молекуле одређеног распона молекулских маса. Граница искључења дефинише молекулску масу на горњем крају 'радног' опсега колоне и где су молекули превелики да би били заробљени у стационарној фази. Доњи крај опсега је дефинисан границом пермеације, која дефинише молекулску масу молекула која је довољно мала да продре у све поре стационарне фазе. Сви молекули испод ове молекулске масе су толико мали да елуирају као једна трака.
Филтрирани раствор који се сакупи на крају познат је као елуат. Мртва запремина укључује све честице које су превелике да би ушле у медијум, а запремина растварача је позната као запремина колоне.
Следе материјали који се обично користе за порозна зрна гела:
| Материјал и комерцијални назив | Распон раздвајања (молекулска маса у Da) |
| ------------------------------ | ---------------------------------------- |
| Sephadex G-10                  | 0 до 700                                 |
| Sephadex G-25                  | 1000 до 5000                             |
| Sephadex G-50                  | 1500 до 30000                            |
| Sephadex G-75                  | 3000 до 70000                            |
| Sephadex G-100                 | 4000 до 150000                           |
| Sephadex G-150                 | 5000 до 300000                           |
| Sephadex G-200                 | 5000 до 800000                           |
| Bio-gel P-2                    | 100 до 1800                              |
| Bio-gel P-6                    | 1000 до 6000                             |
| Bio-gel P-60                   | 3000 до 60000                            |
| Bio-gel P-150                  | 15000 до 150000                          |
| Bio-gel P-300                  | 16000 до 400000                          |
| Sepharose 2B                   | 2 x 106 до 25 x 106                      |
| Sepharose 4B                   | 3 x 105 до                               |
| Sepharose 6B                   | 104 до 20 x 106                          |

## Фактори који утичу на филтрацију
У стварним ситуацијама, честице у раствору немају фиксну величину, што резултира повећано, вероватноћом да честица која би иначе ушла у поре зрна у одређеним случајевима може само да прође поред њих. Такође, зрна стационарне фазе нису идеално дефинисана; и зрна и поре могу варирати у величини. Криве елуције, према томе, подсећају на Гаусове расподеле. Стационарна фаза такође може на нежељене начине да ступа у интеракцију са честицом и утиче на време задржавања, иако произвођачи колона теже да праве стационарне фазе које су инертне и минимизирају овај проблем.
Као и код других облика хроматографије, повећање дужине колоне побољшава резолуцију, а повећање пречника колоне повећава капацитет колоне. Правилно паковање колоне је важно за максималну резолуцију: препуна колона може довести до колабирања пора у зрнима, што резултира губитком резолуције. Недовољно збијена колона може смањити релативну површину стационарне фазе која је доступна мањим врстама, што доводи до тога да те врсте „проводе” мање времена заробљене у порама. За разлику од техника афинитетне хроматографије, растварач на врху колоне може драстично да смањи резолуцију, како узорак дифундује пре пуњења, проширујући низводно елуирање.

## Анализа
У једноставним ручним колонама, елуент се сакупља у константним запреминама, познатим као фракције. Што су честице сличније по величини, већа је вероватноћа да су у истој фракцији и да се не детектују одвојено. Напредније колоне превазилазе овај проблем сталним праћењем елуента. Сакупљене фракције се често испитују спектроскопским техникама да би се одредила концентрација елуираних честица. Када се елуирају спектроскопски сличне врсте (као што је током биолошког пречишћавања), друге технике могу бити неопходне за идентификацију садржаја сваке фракције.
Елуциона запремина (Ve) опада отприлике линеарно са логаритмом молекуларне хидродинамичке запремине. Колоне се често калибришу коришћењем 4-5 стандардних узорака (нпр. протеини познате молекулске масе) и узорка који садржи веома велики молекул, као што је тироглобулин, да би се одредила мртва запремина, међупростор зрна гела. (Плави декстран се не препоручује за одређивање V0, јер је хетероген и може дати променљиве резултате). Елуционе запремине стандардних раствора се поделе са запремином елуирања тиреоглобулина (Ve/V0) и представе у односу на логаритам молекулске масе стандарда. 

## Примене
Уопштено говорећи, гел филтрација се сматра хроматографијом ниске резолуције, јер не раздваја добро сличне врсте и стога се често користи за последњи корак пречишћавања. Техника може да одреди кватернарну структуру пречишћених протеина који имају споро време размене, пошто се може извести у условима природног раствора, чувајући макромолекуларне интеракције. Гел филтрацијом се такође може анализирати терцијарна структура протеина, јер мери хидродинамичку запремину (не молекулску масу), омогућавајући да се разликују пресавијене и несавијене верзије истог протеина. На пример, хидродинамички радијус типичног протеинског домена може бити 14 Å  и 36 Å за пресавијене и несавијене форме. Гел филтрација дозвољава раздвајање ова два облика, пошто пресавијени облик елуира много касније због своје мање величине.

## Недостаци
У гел филтрацији, маса се не мери толико колико хидродинамичка запремина молекула полимера, односно колико простора заузима одређени полимерни молекул када је у раствору. Међутим, приближна молекулска масасе може израчунати из података добијених гел филтрацијом, јер се може пронаћи тачан однос између молекулске масе и хидродинамичке запремине за полистирен. Због тога се полистирен користи као стандард. Али однос између хидродинамичке запремине и молекулске масе није исти за све полимере, тако да се може извести само приближно мерење. Још један недостатак је могућност интеракције између стационарне фазе и аналита. Свака интеракција доводи до каснијег времена елуирања и на тај начин, условно речено опонаша мању величину аналита.
Приликом извођења ове методе, траке елуираних молекула могу бити проширене. Ово може настати услед турбуленције изазване протоком молекула мобилне фазе који пролазе кроз молекуле стационарне фазе. Поред тога, молекуларна термичка дифузија и трење између молекула стаклених зидова и молекула елуента доприносе ширењу трака. Поред ширења, траке се такође преклапају једна са другом. Као резултат тога, елуент се обично знатно разблажи. Може се предузети неколико мера предострожности како би се спречила вероватноћа ширења трака. На пример, узорак се може нанети у виду уске, високо концентрисане траке на врху колоне. Што је елуент више концентрисан, метода је ефикаснија. Међутим, није увек могуће концентрисати елуент, што се може сматрати још једним недостатком.